# Trun (Svizzera)
Trun (, toponimo romancio; in tedesco Truns, ufficiale fino al 1943, in italiano Tronte, desueto) è un comune svizzero di 1 163 abitanti del Canton Grigioni, nella regione Surselva.

## Geografia fisica
Il comune si estende nella valle del Reno Anteriore.

## Storia
Il 1º gennaio 2012 ha inglobato il comune soppresso di Schlans.

## Monumenti e luoghi d'interesse

### Architetture religiose

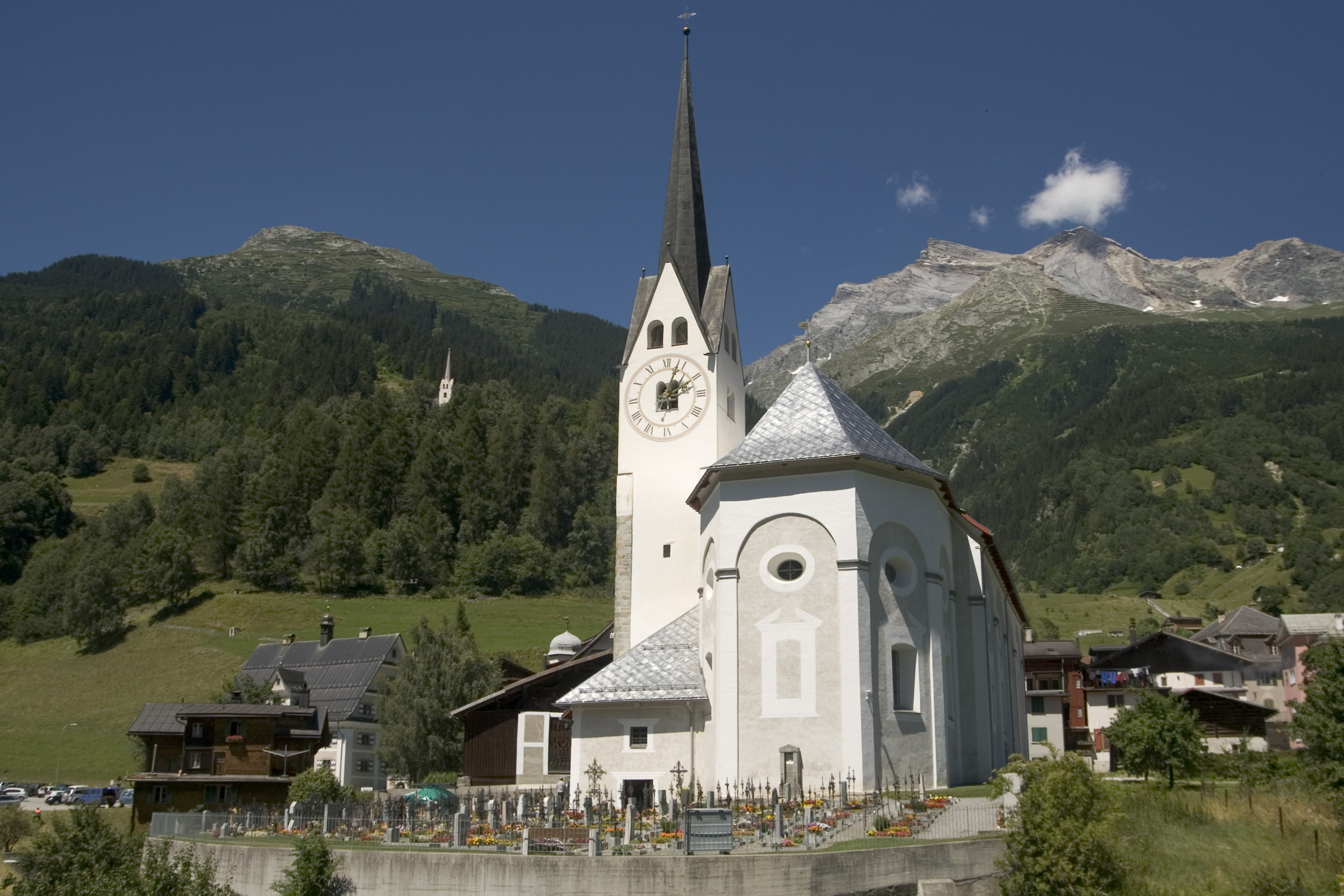
La chiesa di San Martino

- Chiesa parrocchiale cattolica di San Martino, attestata dal 756[3];
- Chiesa di Santa Maria della Luce in località Acladira, eretta nel 1663-1664[3];
- Cappella di Sant'Anna, attestata dal 1500 e ampliata nel 1701[3];
- Chiesa dei Santi Giacomo e Cristoforo in località Zignau, eretta nel 1487>[4].

### Architetture civili
- Cuort Ligia Grischa, già sede della dieta della Lega Grigia (dal 1428) e nel XXI secolo sede del Museum Sursilvan[3];
- Rovine della fortezza di Grepault, eretta nell'alto Medioevo[5];
- Rovine della torre di Cartatscha, eretta nel 1100 circa[3];
- Rovine della fortezza di Friberg (Farbertg), eretta nel 1248 circa[3].
- Rovine della fortezza di Ringgenberg in località Zignau, attestata dal 1283[3][4].

## Società

### Evoluzione demografica
L'evoluzione demografica è riportata nella seguente tabella:
Abitanti censiti

### Lingue e dialetti
Nel 2000 l'81% della popolazione parlava romancio, il 15% tedesco.

## Geografia antropica

### Frazioni

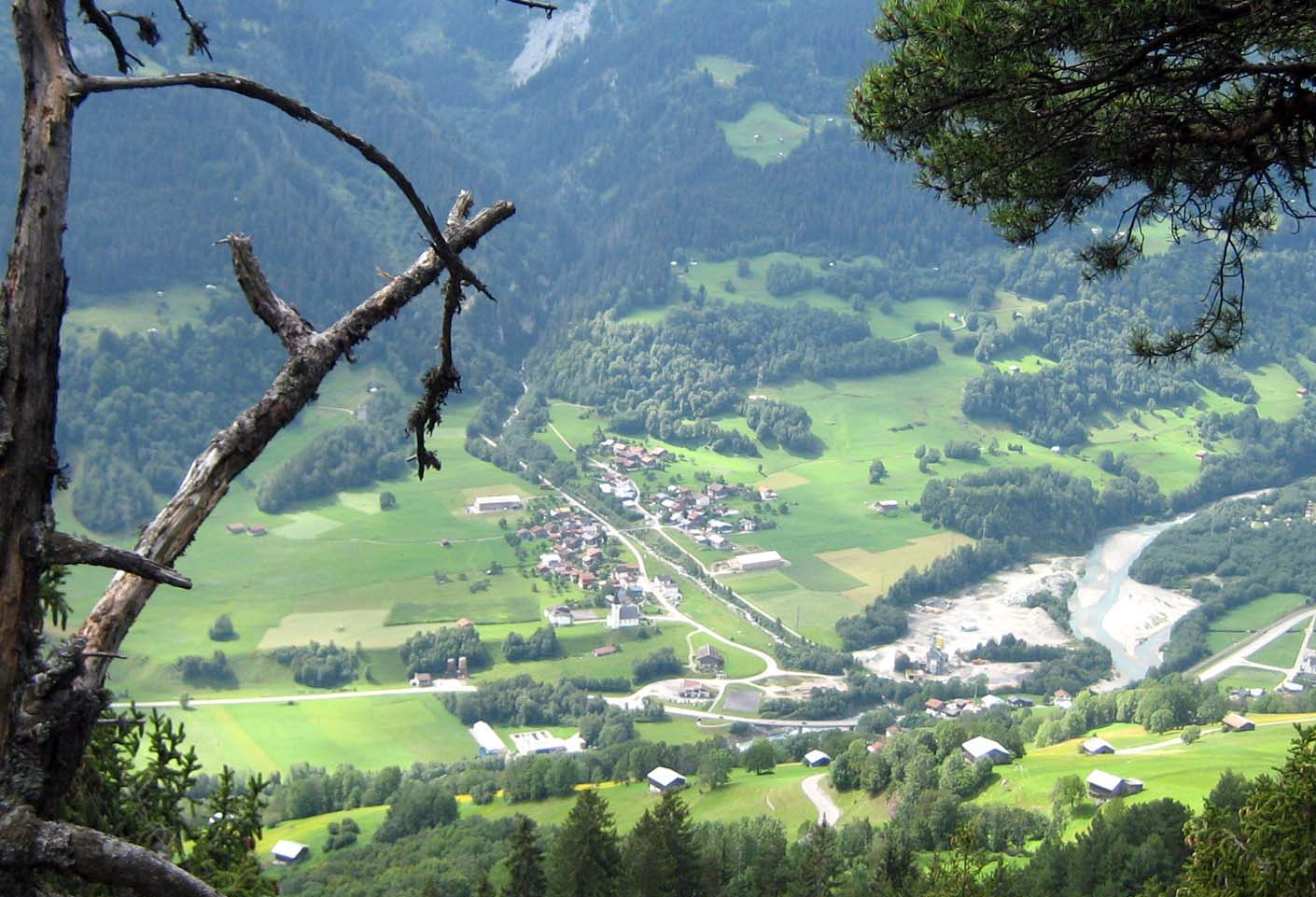
Zignau

Le frazioni di Trun sono:
- Bardigliun
- Caltgadira
- Campliun
- Cartatscha
- Cumadé
- Darvella Dadens
- Flutginas
- Gravas
- Schlans[7]
- Zignau[4]
  - Darvella Dado
  - Lumneins
  - Tiraun

## Economia
L'economia locale trae impulso principalmente dal settore secondario e dal turismo (culturale e legato agli sport invernali).

## Infrastrutture e trasporti

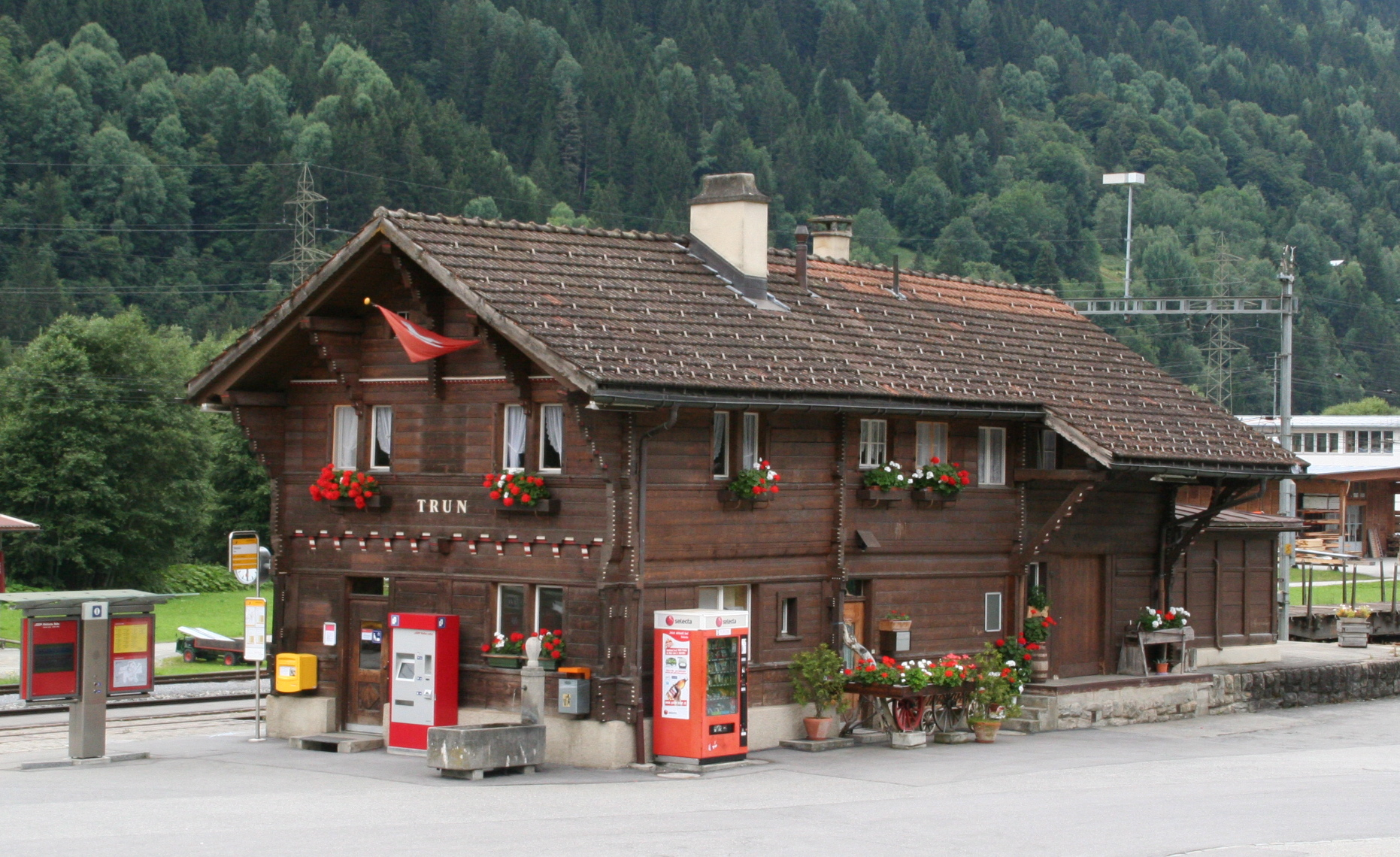
La stazione di Trun

Trun è servito dall'omonima stazione della Ferrovia Retica (linea Reichenau-Disentis).